# Terrassenfest
Das Terrassenfest ist ein seit 1998 an der Hochschule Osnabrück in Niedersachsen stattfindendes Musikfestival. Es zählt zu den größten Festivals in der Region und wird von Studierenden und Alumni der Hochschule organisiert.
Seit 2014 organisieren sich die Ausrichter im Terrassenfest Osnabrück e.V., der als Veranstalter auftritt. Der Termin liegt üblicherweise Mitte bis Ende April, kurz vor der Osnabrücker Maiwoche. Beim Festival mit einer Mischung aus größtenteils Rock und Alternative aber auch anderer Musikrichtungen treten einige etablierte Musikgruppen sowie Neulinge und unbekannte Künstler und Gruppen auf.

## Besucherzahlen und Randinformationen
Nachdem sich die Besucherzahl seit dem Jahr 2002 bei 11.000 bis 13.000 eingependelt hatte, stieg sie seit dem Terrassenfest 2011 auf über 15.000.
Im Jahr 2014 wurde ein Busshuttle-Service durch das Stadtzentrum bis hin zum Neumarkt ab 01:00 Uhr nachts halbstündig eingeführt. Dieser wurde auch sehr gut von den Gästen angenommen.
Das Terrassenfest öffnet am Montag ab 09:00 Uhr und endet am Mittwoch nach dem letzten DJ. Das Programm des Festes besteht aus einem Frühstücksbuffet, vielen Spielen und Workshops, und endet jeden Abend mit Bands und DJs.
Neben vielen Studierenden der Osnabrücker Hochschulen kommen Besucher aus dem Landkreis Osnabrück und aus Nordrhein-Westfalen.

## Geschichte
Das Terrassenfest geht zurück auf das 1976 erstmals von Studierenden der damaligen Fachhochschule Osnabrück ausgerichtete „Fest Osnabrücker Studenten“ und trägt seit 1998 den jetzigen Namen „Terrassenfest“. Aufgrund umfangreicher Baumaßnahmen auf dem Campus Westerberg der Osnabrücker Hochschulen ist die Veranstaltung seit 2010 mehrmals an verschiedene Orte auf dem Campus umgezogen und findet nun seit 2013 auf dem Vorplatz der Mensa Westerberg statt.

## Bands
Hier eine Auflistung von Bands, die auf vergangenen Terrassenfesten aufgetreten sind.

### 2001
- Konsession des Konservatoriums
- Nightshift
- Felix Heydemann Jazz Quartet
- Die Herren Minister

### 2002
- Venus Garden
- The Bridge
- Absent for a Week
- The JINXS

### 2003
- Regicide
- Hardy and the Hardons
- Bool
- D-Fame

### 2004
- Stormbound
- T.O.A.S.T.
- B72
- Mokick

### 2005
- Absent for a Week
- The Cutes

### 2006
- He-She-It
- 200Sachen
- Henry Thomson
- Absent for a Week

### 2007
- IndOOr
- 30 cm Neuschnee
- The Weekenders

### 2008
- 30 cm Neuschnee
- HEIMSPIEL

### 2009
- 30 cm Neuschnee
- k’s life

### 2010
- Wretched
- Jim Twenty
- Random We Are
- Mofa
- Montreal

### 2011
- Sgt Tenpenny
- Pythagoras
- Spin My Fate
- 30 Grad im Schatten
- Dear Roswell
- DAMNIAM

### 2012
- Joga Club
- Organic Fat
- Northern Star
- Sgt Tenpenny
- Random We Are
- 30 Grad im Schatten

### 2013
- Halfway Decent
- Bravour
- Mind Trap
- 777 – Triple Seven
- 30 Grad im Schatten

### 2014
Tagesprogramm
- Jail Job Eve[3]
- Madeleine Marcheel[4]

Abendprogramm
- 30 Grad im Schatten
- Razzmatazz
- Taiga
- Hi! Spencer
- Caught Indie Act

### 2015
- Total Banal
- Therapiezentrum
- Astairre
- Home to Paris
- Caught Indie Act

### 2016
- Golly
- Schlaraffenlandung
- Fenster auf Kipp / Bordsteiner
- Home to Paris
- Düsentrieb
- Caught Indie Act

### 2017
- Heile und Kaputt
- Hi! Spencer
- DJ Ranz'b
- Blazin' Vibes
- Schlaraffenlandung
- K.O. DJ Team
- Kid Dad

### 2018
- Not Made
- K.O. DJ-Team + DJ Polymer
- Damnian
- Toksi
- Lari Luke
- Kurtis Flow
- Konfeddi
- Kochkraft durch KMA
- The Dopeboy

### 2019
- Konfeddi
- Fenster auf Kipp
- DJ Chris Cross + Luis Electric
- The Travelling Stone
- Alex Mofa Gang
- K.O. DJ-Team
- DL Polymer
- Reis against the Spülmaschine
- Insolvent Insomaniacs
- Kmpfsprt
- Kurtis Flow

### 2020
- Ausgefallen aufgrund der Corona-Pandemie

### 2021
- Ausgefallen aufgrund der Corona-Pandemie

### 2022
- Alex Mofa Gang
- Kieran
- DJ Kid Vincent
- Colorwave
- G`GEMMA
- DJ Joah Son
- The Travelling Stone
- LEZ
- Artur
- Wilsun
- DJ Seet
- OS
- DandMoline

### 2023
- Klabusterbernd
- Focus
- Natrixx
- DJ Microwave
- Jonah Son
- Woodship
- RAZZ
- LEZ
- Riser
- Moxi
- The Livelines
- Antiheld
- Flimmer
- Kid Vincent
- STøBI